# Brusy
Brusy este un oraș în Polonia.